# Дэткор
Дэткор (англ. Deathcore) — направление экстремального метала, представляющее собой слияние дэт-метала с металкором. В дэткоре часто используются риффы, гроулинг и бласт-биты из дэт-метала и брейкдауны (замедления) из металкора. Больше всего дэткор распространён на юго-западе США, особенно в Аризоне и Южной Калифорнии (больше всего в долине Коачелла). В этих местах появилось множество известных групп, а также проводятся различные фестивали.

## Характеристика
Частым явлением является чередование низко звучащего рыка — гроулинга и хриплого вопля — скриминга. Чистый вокал используется очень редко: как правило, чистый вокал можно найти у групп, смешивающих дэткор с мелодичным металкором. Примером такой группы является Make Them Suffer, где в припевах используется женский вокал. Вокальные техники, используемые в дэткоре, получили название пиг-сквил, низкий фрай и гуттурал. Дэткор характеризуется брейкдаунами (замедлениями) в стиле металкора, бласт-битами и дэт-металлическими риффами. Как и в остальных жанрах экстремального метала, в дэткоре используются низко настроенные гитары (Drop A, Drop B, Drop C), которые добавляют звуку «тяжести». Также используются соло в стиле классического дэт-метала.

## История жанра

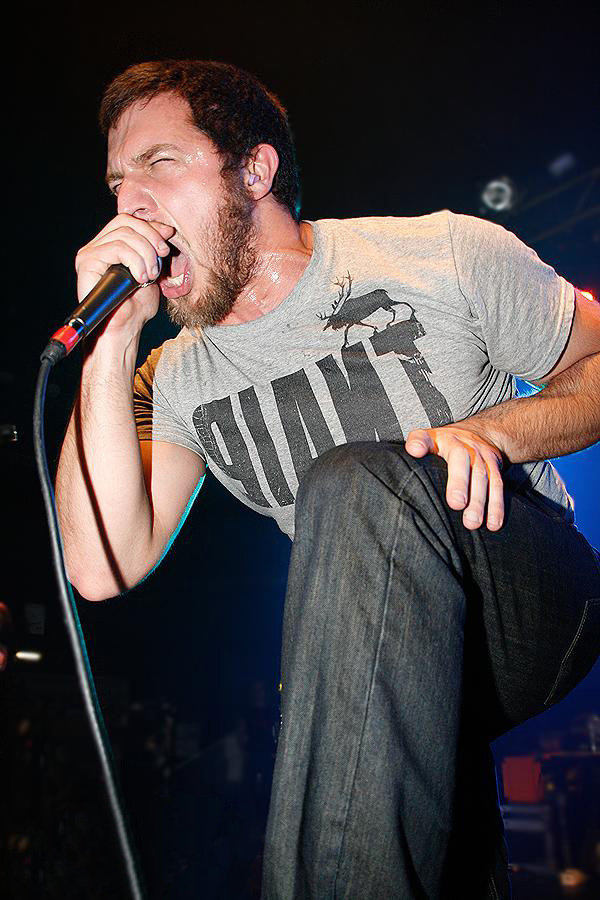
Гай Козовик из группы The Red Chord

Несмотря на то, что первыми смесь дэт-метала и кроссовер-трэша играли Repulsion из Мичигана, одними из первых, кто в своей музыке сместил акцент на брейкдауны, были нью-йоркские ветераны дэт-метала Suffocation, а также Dying Fetus из Мэриленда. Кроме того, дэт-метал сильно повлиял на стрэйт-эдж хардкор-панков Earth Crisis и такие группы как Converge и Hatebreed. До того, как дэткор стал популярным, такие группы, как Abscess и Unseen Terror использовали термин, чтобы описать гибрид хардкора и дэт-метала. Также немецкая группа Blood в 1986 выпустила демозапись «Deathcore», а в 1987 году некоторые участники вышеупомянутой группы Blood собирают другую группу, и в качестве названия использовали слово «Deathcore».
Бельгийская H8000 сцена, в частности такие группы, как Liar, Deformity, Congress также повлияла на становление как мелодичного металкора, так и дэткора. В 1993 году, группа из Кортрейка Wheel of Progress смешивала хардкор со звучанием Slayer, Master и Morbid Angel.
В конце 90х — начале 2000-х, под влиянием немецкой школы прогрессивного металкора и американского дэт-метала сформировались первые группы, которые можно отнести к пионерам дэткора — The Red Chord, Carnifex, All Shall Perish, Despised Icon, Thy Art Is Murder, ранние Bring Me The Horizon, Suicide Silence и Job for a Cowboy, в итоге ставшие самыми популярными дэткор-группами.

## Критика
Дэткор часто подвергается критике, особенно со стороны фанатов традиционного хеви-метала, зачастую, из-за смешения дэт-метала с хардкором и применением брейкдаунов.
Также некоторые группы открещиваются от жанра, как, например, Винсент Беннетт из группы The Acacia Strain:

Дэткор — это новый ню-метал. […] Это отстой. Если кто-то нас назовёт «дэткором», я буду вынужден сделать с ним что-то плохое.
Джастин Лонгшор из Through the Eyes of the Dead также высказался об этом теге:

Вы знаете, я ненавижу это определение. Я знаю, нас определили именно этим жанром, но я думаю, что мы играем нечто большее, чем смесь дэт-метала и хардкора, даже если мы включаем их элементы в свою музыку. Для меня это просто свежая и модная вещь, которой следуют малолетки.

## Представители
Журнал Metal Hammer опубликовал список из 5 самых важных альбомов дэткора:
- Despised Icon – The Healing Process (2005)
- Job for a Cowboy – Doom (2005)
- Bring Me the Horizon – Count Your Blessings (2006)
- Suicide Silence – No Time to Bleed (2009)
- Lorna Shore – Pain Remains (2022)